# Winfried Schwab

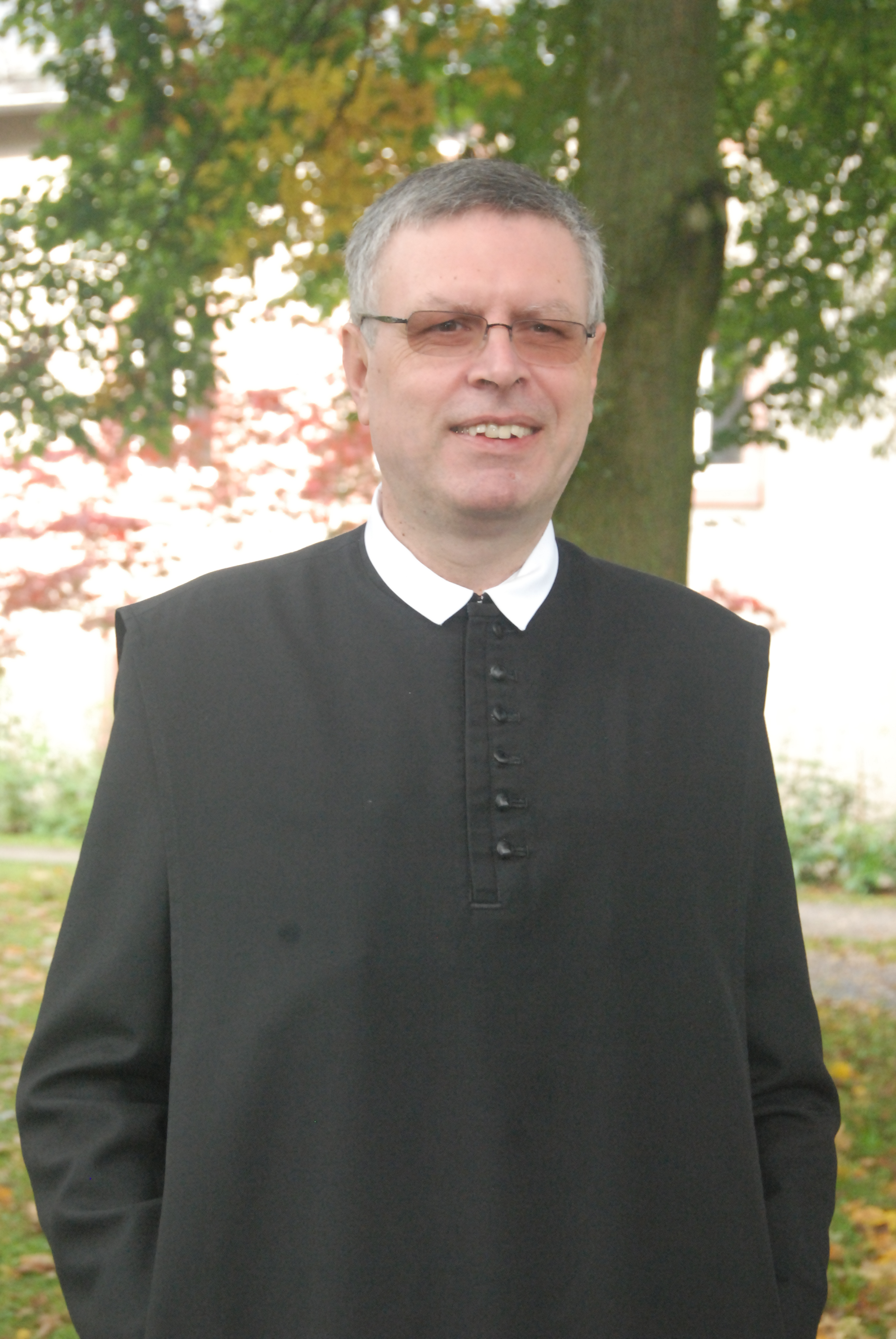
Winfried Schwab OSB am Tag seiner Abtswahl im Stift Neuburg

Abtswappen Winfried Schwab OSB

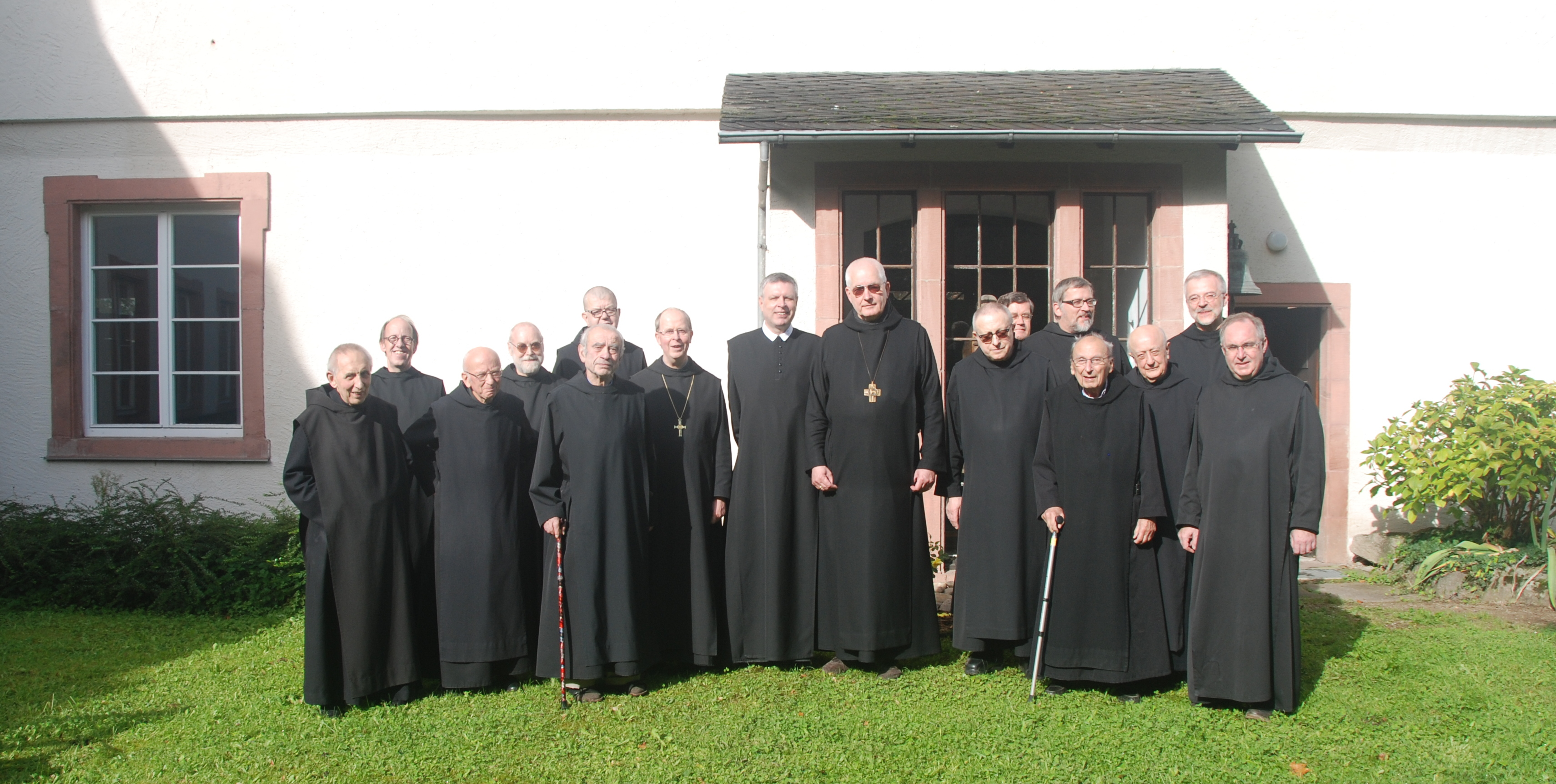
Winfried Schwab OSB nach seiner Abtswahl im Kreis seiner Mitbrüder und des Abtpräses Albert Schmidt

Winfried Schwab OSB (bürgerlich Reinhold Erwin Schwab; * 23. Juli 1964 in Fulda) ist ein deutscher Benediktiner und war von 2016 bis 2018 Abt der Abtei Neuburg bei Heidelberg.

## Leben
Der in Dipperz im Bistum Fulda aufgewachsene Reinhold Schwab studierte unter anderem in Heidelberg Rechts- und Geschichtswissenschaften. 1995 trat er in das österreichische Benediktinerstift Admont ein und erhielt in Erinnerung an den hl. Bonifatius den Ordensnamen Winfried. Er studierte Philosophie und Theologie (Dipl. theol.) in Graz, Salzburg und im Kloster Einsiedeln. Am 17. Juni 2006 empfing er in der Stiftskirche Admont durch Bischof Egon Kapellari die Priesterweihe. Seine Heimatprimiz feierte er am 2. Juli 2006 in St. Antonius d. Einsiedler u. St. Placidus in Dipperz.
Winfried Schwab bekleidete in Admont die innerklösterlichen Ämter des Subpriors, Novizenmeisters und Klerikermagisters. Nach außen hin vertrat er die Abtei als Kulturbeauftragter und Pressesprecher. Zudem war er Mitglied im Präsidium der österreichischen Benediktinerkongregation. Von 2009 bis 2010 betreute er die Pfarreien Großsölk und St. Nikolai, von 2010 bis 2015 die nahe dem Stift Admont gelegene Wallfahrtskirche Frauenberg an der Enns als Pfarrer und Wallfahrtsseelsorger.
Unter dem Vorsitz von Abtpräses Albert Schmidt postulierte am 5. Oktober 2015 das Wahlkapitel der Benediktiner von Stift Neuburg Winfried Schwab zum 5. Abt des Heidelberger Klosters. Er trat sein Amt – nach dem Erreichen der Altersgrenze seines Vorgängers Abt Franziskus Heereman am Vortag – am 8. März 2016 an. Die Abtsweihe fand am 12. März 2016 unter Leitung des Freiburger Erzbischofs Stephan Burger und in Anwesenheit von weiteren Bischöfen und zahlreichen Äbten, darunter die Erzäbte von Beuron Tutilo Burger und St. Peter, Salzburg Korbinian Birnbacher, in der Heidelberger Jesuitenkirche statt.
Winfried Schwab engagiert sich für zahlreiche Sozialprojekte im Heiligen Land und ist langjähriges Mitglied des Deutschen Vereins vom Heiligen Land. 2008 ernannte ihn Kardinal-Großmeister John Patrick Foley zum Ritter des Ritterordens vom Heiligen Grab zu Jerusalem. Am 20. September 2008 investierte ihn der Großprior der österreichischen Statthalterei, Propst Maximilian Fürnsinn CanReg, in der Basilika Frauenkirchen. Am 24. September 2016 wurde Winfried Schwab zum Komtur des Päpstlichen Laienordens ernannt. 2017 wurde er in Nachfolge von Michael H. F. Brock Prior der Südwestdeutschen Ordensprovinz.
Im Herbst 2016 wurde er in den Ethikbeirat der medizinischen Fakultät der Universität Heidelberg berufen.
Seit 1984 ist er Mitglied der katholischen Studentenverbindung KDStV Ferdinandea (Prag) Heidelberg. Er war 1986 einer der Mitgründer der KDStV Adolphiana Fulda und ist Mitglied weiterer Verbindungen im CV, ÖCV und MKV und gehörte dem CV-Vorort Mannheim/Heidelberg (1991/92) an. Von Juni 2017 bis Juni 2021 war er Verbandsseelsorger des Cartellverband der katholischen deutschen Studentenverbindungen; sein Nachfolger ist Jean-Claude Kardinal Hollerich. Zudem ist er Gründungsmitglied der KÖL Franzisco-Josephina Heidelberg zu Regensburg.
Der Abtpräses der Beuroner Benediktinerkongregation, Albert Schmidt, hat am 21. September 2018 Abt Winfried Schwab von seinem Amt entpflichtet: „Im Rahmen der Visitation, die bereits im Mai 2017 begann, hatte sich gezeigt, dass bei einigen wichtigen Entscheidungen die zuständigen Gremien nicht in der Weise beteiligt wurden, wie dies den kirchlichen Bestimmungen entsprochen hätte.“ Gegen diese Entscheidung hat Abt Winfried Schwab eine unabhängige Überprüfung bei den zuständigen kirchlichen Stellen beantragt.

## Wirken
Als Kulturbeauftragter trug Winfried Schwab Verantwortung für den Auf- und Ausbau der Bestände zeitgenössischer Kunst im Stift Admont. 2002 initiierte er die einzigartige Spezialsammlung „Jenseits des Sehens“, die Blinde und Sehende miteinander verbindet. Sie war unter anderem 2009 in Linz (damals Europäische Kulturhauptstadt) und 2013/14 in Moskau (im Rahmen eines vielbeachteten russisch – österreichischen Kulturaustauschs) zu sehen. In seine Amtszeit fiel 2006 die Verleihung des österreichischen Staatspreises für Museen 2005 an das Stift Admont durch Bundesministerin Elisabeth Gehrer. Er ist zudem Redaktionsmitglied der Quartalsschrift „kunst und kirche“ sowie Jurymitglied des „Kunstpreises der Erzdiözese Freiburg“.
Ein weiterer Schwerpunkt seiner Arbeit ist die Totentanzforschung. Schwab gehört der Europäischen Totentanz-Vereinigung an, die Wissenschaft und Forschung, Kunst und Gestaltung im Zusammenhang mit Totentänzen und verwandten Themen fördert.

Abt Winfried initiierte im Jahr 2018 den 1. Kunstpreis zur Wertschätzung von Lebensmitteln. Der Kunstpreis lädt Nachwuchskünstler ein, das Thema Wertschätzung von Lebensmitteln und Vermeidung von Lebensmittelabfällen autonom zu bearbeiten und sich künstlerisch mit der Problematik auseinanderzusetzen. Der Preis wird im Rahmen des Food-Value-Festivals am 7. Oktober 2018 im Benediktinerkloster Stift Neuburg, Heidelberg, verliehen. Kunstpreis und Festival werden im Rahmen eines Förderprojekts vom Rat für Nachhaltige Entwicklung (RNE) gefördert.

## Ehrungen und Auszeichnungen
- Ritter vom Heiligen Grab (2008; Rangerhöhung zum Komtur 2016)
- Artheon-Kunstpreis (2014)[16]
- Carl-Mannich-Medaille der Alumni und Freunde der Pharmazeutischen Institute der Universität Frankfurt am Main (2015).[17]
- Gewinner im Ideenwettbewerb „Esskultur und Nachhaltigkeit“ des Rats für Nachhaltige Entwicklung (RNE) in Kooperation mit der Dr. Rainer Wild-Stiftung, der Stiftung für Fruchtmalerei und Skulptur und der Brauerei zum Klosterhof GmbH (2018)[15]